# Orion (sterrenbeeld)

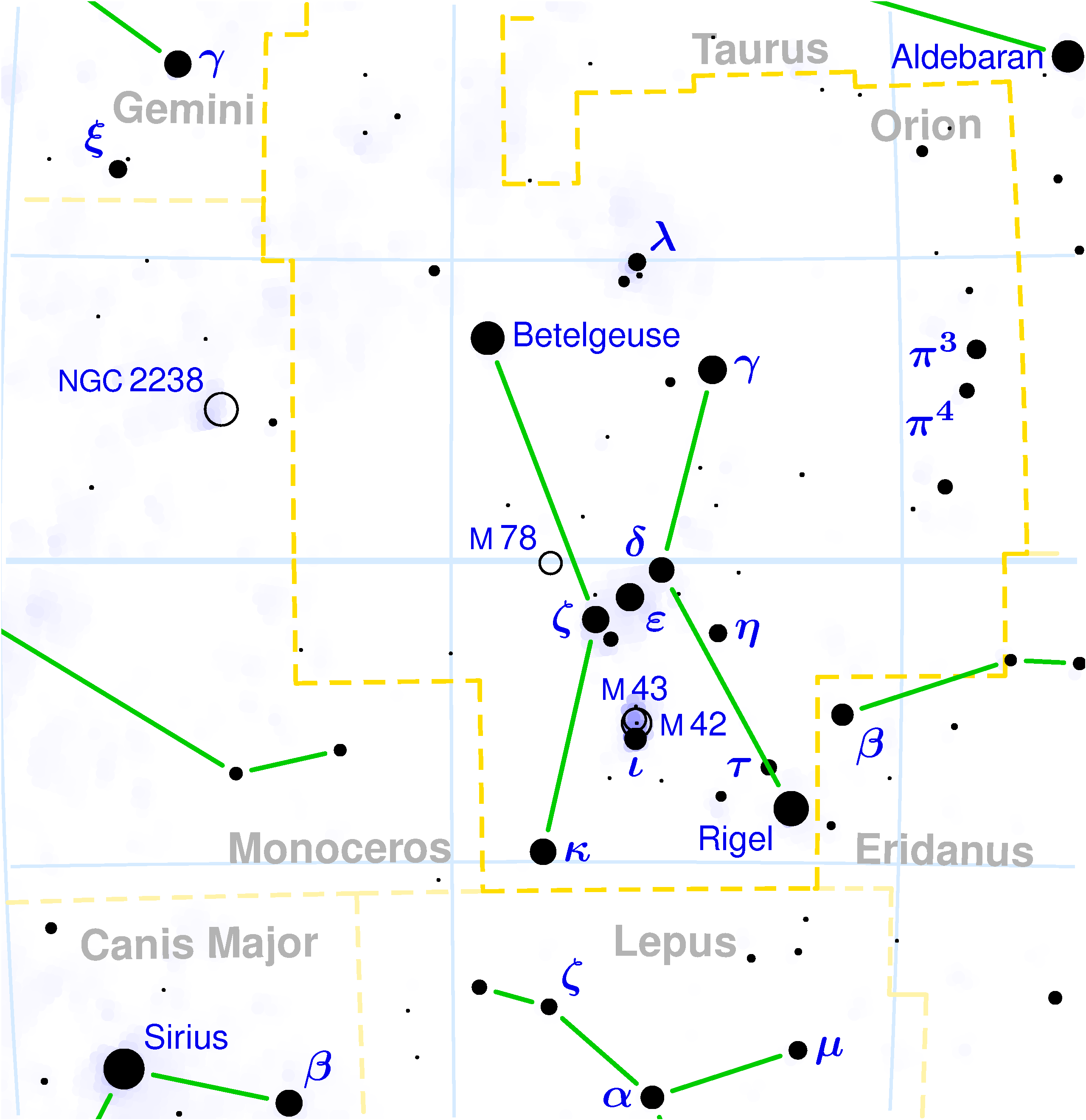
Kaart van het sterrenbeeld Orion

Orion (afkorting Ori) is een opvallend sterrenbeeld aan de hemelequator, liggende tussen rechte klimming 4u4m en 6u35m en tussen declinatie −11° en +23°. In de Griekse mythologie was Orion een jager die de Plejaden achtervolgde. Hij werd door Artemis per ongeluk gedood en daarna tot sterrenbeeld verheven. In de Egyptische mythologie was Orion de god Osiris, verbeeld als een man die vertwijfeld achteromkijkt. Nadat hij is vermoord door zijn jaloerse broer Seth, vormde zijn lichaamsvocht eind juli de Nijlvloed. Isis, de zuster en echtgenote van Osiris is wanhopig naar het lichaam van haar man op zoek en volgt hem op de voet als Sirius, de Hondsster.

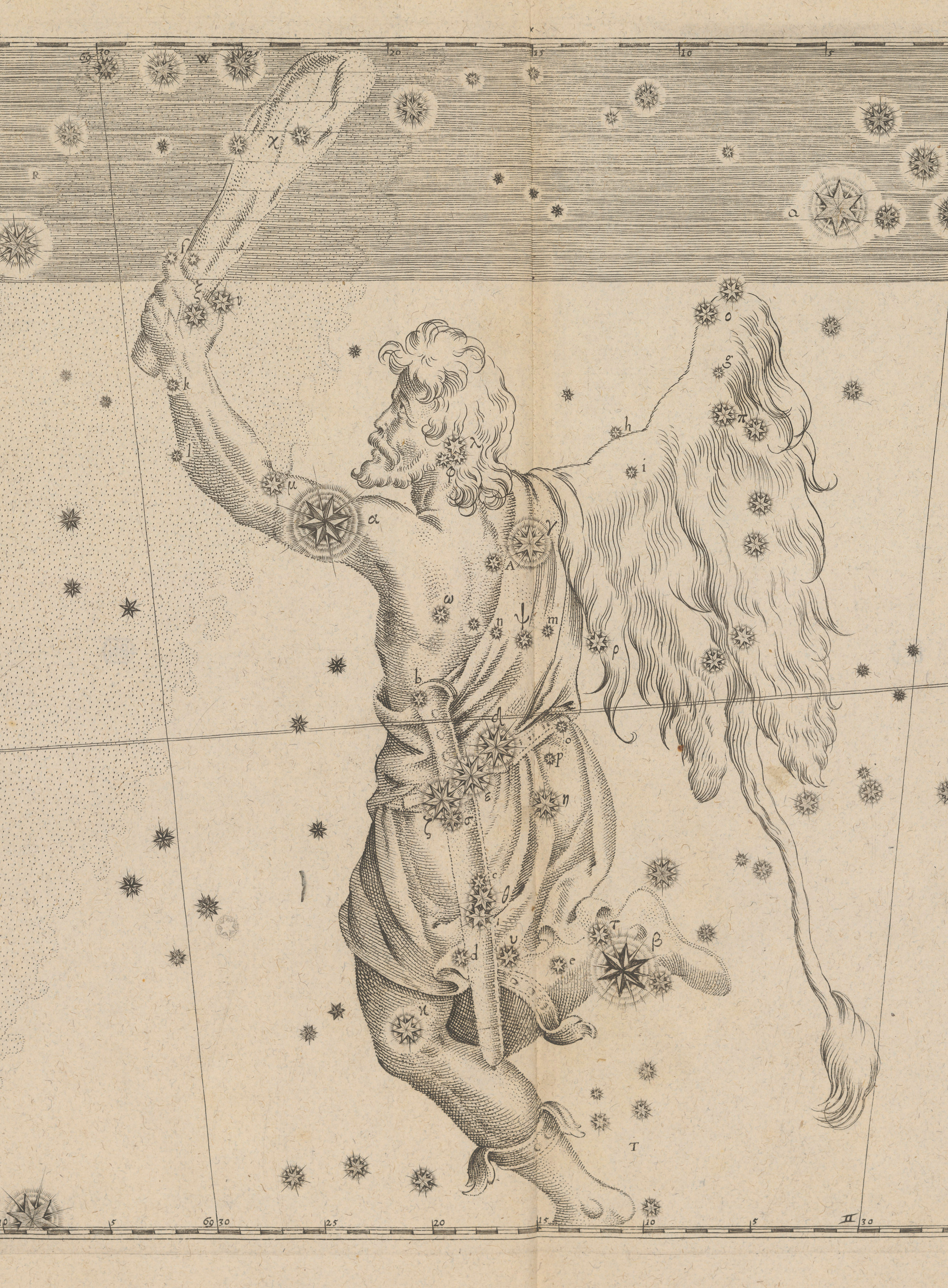
Klassieke weergave van Orion

Orion is in december duidelijk te herkennen bij een heldere hemel. Hij lijkt op een zandloper met in het noordoosten de heldere ster Betelgeuze, een rode superreus, noordwest Bellatrix, zuidwest Rigel, een blauwe superreus en tevens de helderste ster van Orion, en zuidoost Saiph. In het midden lopen de drie vrijwel even heldere sterren Alnitak, Alnilam en Mintaka (ζ, ε en δ Orionis) schuin als een riem naar het noordwesten. Samen worden ze daarom de Gordel van Orion, Driekoningen of Jakobsstaf genoemd. Aan de gordel hangt zijn zwaard, de nevel M42, met de sterren Hatysa en Mizan Batil I (44 en 42 Orionis). Ten zuidoosten van Orion bevindt zich Sirius, iets onder de verlengde lijn door de riem. Sirius is na de zon de helderste ster aan de hemel en maakt deel uit van het sterrenbeeld Canis Major, de grote jachthond van Orion. Mintaka ligt vrijwel op de hemelequator.

## Sterren
(in volgorde van afnemende helderheid)
- Rigel (β, bèta Orionis)
- Betelgeuze (α, alpha Orionis)
- Bellatrix (γ, gamma Orionis)
- Alnilam (ε, epsilon Orionis)
- Alnitak (ζ, zeta Orionis)
- Saiph (κ, kappa Orionis)
- Mintaka (δ, delta Orionis)
- Nair al Saif (ι, iota Orionis)
- Heka (ster) (λ, lambda Orionis)
- Thabit (υ, upsilon Orionis)

## Telescopisch waarneembare objecten in Orion
Onderstaande hemellichamen in Orion zijn opgenomen in de New General Catalogue en Indexcatalogus.

### New General Catalogue (NGC)
NGC 1661, NGC 1662, NGC 1663, NGC 1670, NGC 1671, NGC 1678, NGC 1682, NGC 1683, NGC 1684, NGC 1685, NGC 1690, NGC 1691, NGC 1707, NGC 1709, NGC 1713, NGC 1717, NGC 1719, NGC 1729, NGC 1740, NGC 1742, NGC 1753, NGC 1762, NGC 1788, NGC 1819, NGC 1843, NGC 1875, NGC 1908, NGC 1909 (NGC 1909 is een onbestaand object in Orion dat ooit werd verward met het object IC 2118 in het naburige sterrenbeeld Eridanus), NGC 1924, NGC 1927, NGC 1973, NGC 1975, NGC 1976, NGC 1977, NGC 1980, NGC 1981, NGC 1982, NGC 1990, NGC 1999, NGC 2022, NGC 2023, NGC 2024, NGC 2039, NGC 2054, NGC 2063, NGC 2064, NGC 2067, NGC 2068, NGC 2071, NGC 2110, NGC 2112, NGC 2119, NGC 2141, NGC 2143, NGC 2163, NGC 2169, NGC 2174, NGC 2175, NGC 2175S, NGC 2180, NGC 2184, NGC 2186, NGC 2189, NGC 2194, NGC 2195, NGC 2198, NGC 2202

### Indexcatalogus (IC)
IC 392, IC 395, IC 404, IC 409, IC 412 (= IC 2123), IC 413 (= IC 2124), IC 414, IC 420, IC 421, IC 423, IC 424, IC 426, IC 427, IC 428, IC 429, IC 430, IC 431, IC 432, IC 434, IC 435, IC 2107 (= NGC 1707), IC 2109, IC 2110, IC 2112, IC 2123 (= IC 412), IC 2124 (= IC 413), IC 2159, IC 2162, IC 2093

## Bezienswaardigheden
- Net ten zuiden van de drie gordelsterren bevindt zich de Orionnevel (M42), een lichte vlek die in donkere nachten met het blote oog te zien is. Dit is een nevel van geïoniseerd gas (meest waterstof). Het gas wordt verhit door een associatie van jonge sterren. Bij de nevel bevinden zich ook moleculaire wolken met veel waterstofgas waarin nog meer nieuwe sterren gevormd worden. M42 is het opvallendste deel van het Orioncomplex, een uitgebreid gebied van nevels en gaswolken dat zich op 1600 lichtjaar in de richting van Orion bevindt.
- Het gebied rond de ster Alnitak links in de gordel van Orion is een ander helder deel van het Orioncomplex waarin onder andere de paardenkopnevel en de vlamnevel liggen. Hier in de buurt ligt ook de nevel Messier 78.
- Op ongeveer 7 graden westelijk van de drie gordelsterren is W Orionis te vinden. Dit is een koele koolstofster, en daarmee een van de meest roodkleurige sterren waarneembaar met amateurtelescopen.
- De veranderlijke ster U Orionis zou volgens Robert Burnham, Jr. een opvallend rode kleur uitstralen (Strong Reddish Color).[2] U Orionis staat niet ver van het punt waar de grenslijnen van Orion, Tweelingen en Stier (Taurus) elkaar ontmoeten.
- De sterrengroep 37 of LE NGC 2169. Met gemak kan men in deze sterrengroep (of eerder asterisme) met een amateurtelescoop het nummer 37 of de letters LE herkennen.
- Het asterisme Dolidze 17 op ongeveer 1 graad noordwestelijk van γ Orionis (Bellatrix).
- Het asterisme NGC 1662 aan het grensgebied tussen Orion en Taurus (Stier).
- De planetaire nevel Jonckheere 320 (PK 190-17.1). Te vinden op 6°30' noordwestelijk van γ Orionis (Bellatrix).
- Er zijn verschillende jonge sterren in nabijgelegen sterrenbeelden (Mu Columbae, AE Aurigae en 53 Arietis) waarvan de eigenbewegingen aangeven dat ze in de Orion-associatie ontstaan zijn. Uit de afstanden en snelheden van deze sterren, kan men de leeftijd van de Orion-associatie bepalen op 2,5-4,5 miljoen jaar.
- Tussen 16 en 26 oktober is de meteorenzwerm de Orioniden te zien, met een maximum op 21 oktober. Deze zwerm is geassocieerd met de komeet van Halley.[3]
- De radiale afstand tussen de sterren δ Orionis (Mintaka) en β Orionis (Rigel) is ongeveer dezelfde als deze tussen de sterren β Orionis (Rigel) en R Leporis (Hind's Crimson Star). Een rechte lijn, getrokken vanaf Mintaka tot aan Rigel, en vervolgens verdergezet in zuidzuidwestelijke richting, leidt tot de koele koolstofster Hind's Crimson Star: een van de meest roodkleurige sterren in de gehele sterrenhemel.

## Aangrenzende sterrenbeelden

Wegwijzers naar heldere sterren in naburige sterrenbeelden

(met de wijzers van de klok mee)
- Stier (Taurus)
- Eridanus (Rivier Eridanus)
- Haas (Lepus)
- Eenhoorn (Monoceros)
- Tweelingen (Gemini)

## Galerij

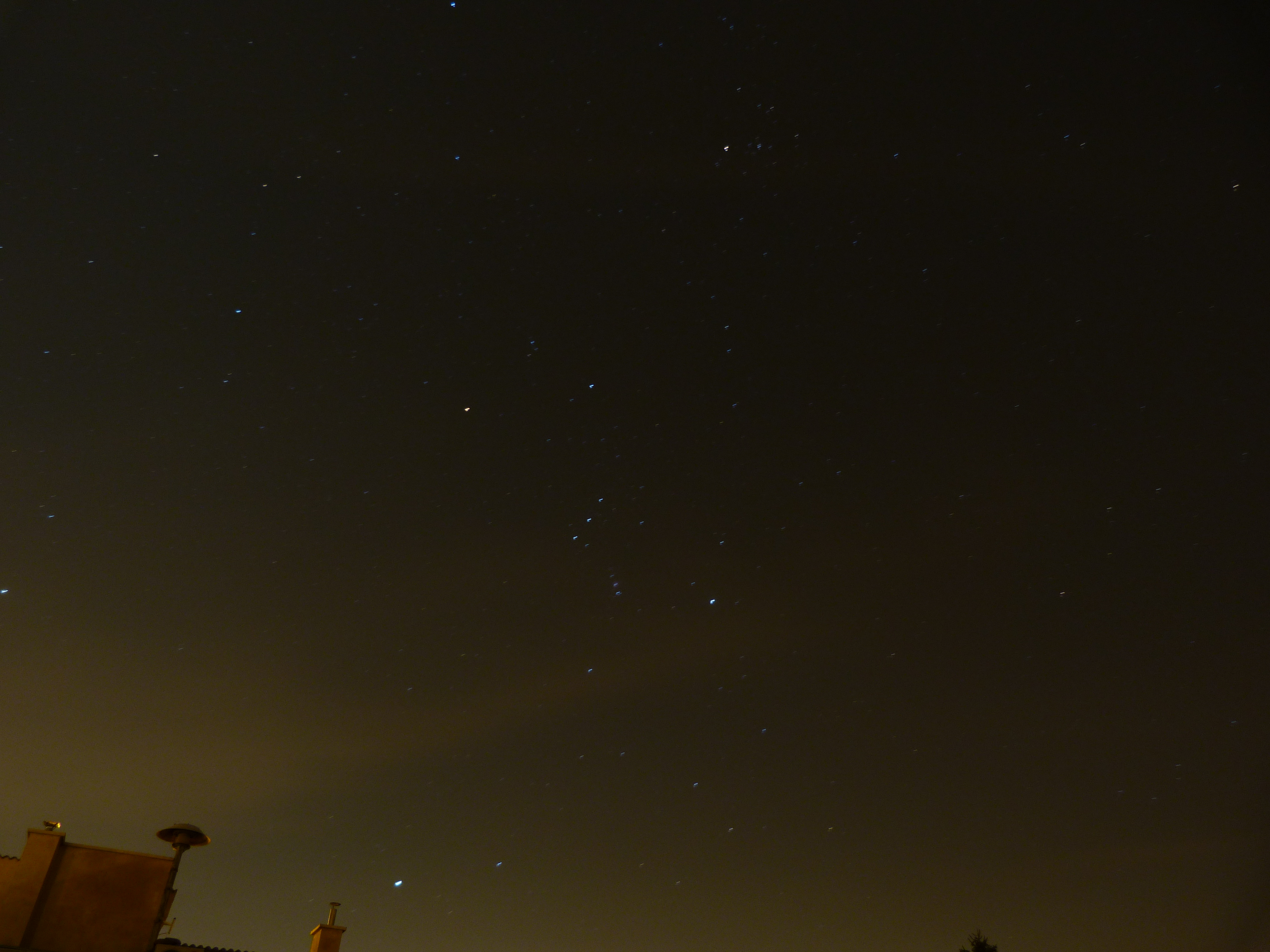
Orion zoals met het blote oog te zien met rechtsboven de Stier en linksonder Sirius
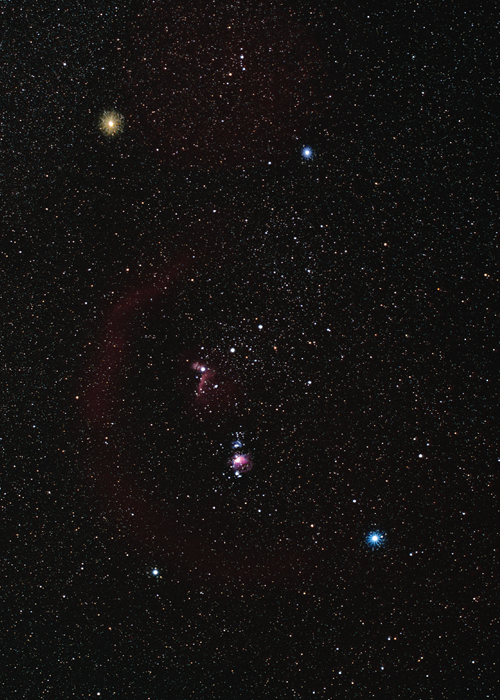
Tijdopname van Orion met meer details in gaswolken en nevels
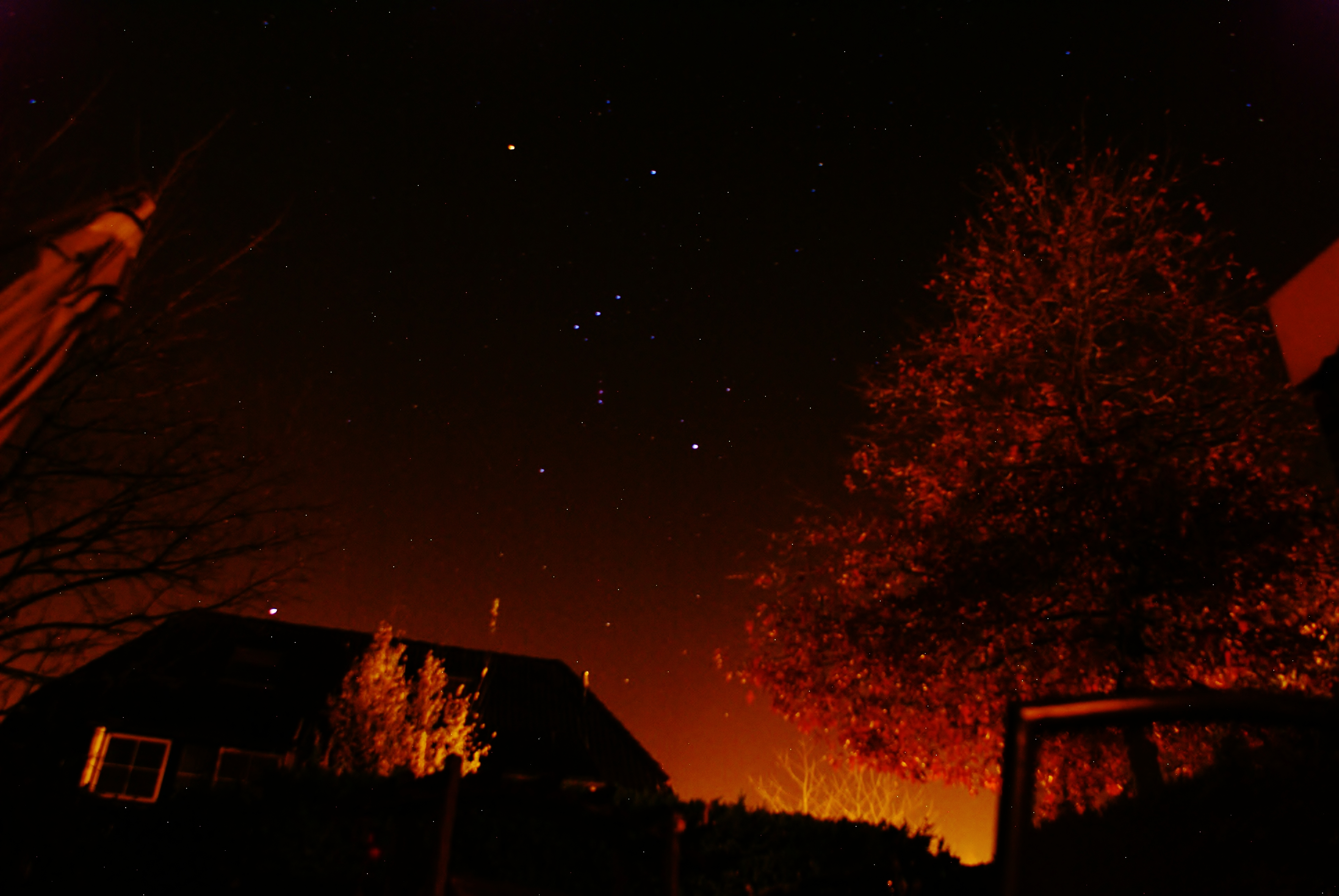
Orion op 17 november 2012 met linksonder Sirius